# Захаров, Евгений Илларионович
Евгений Илларионович Захаров (29 декабря 1897  [10 января 1898], Таловая, Воронежская губерния — 6 октября 1971, Симферополь) — советский украинский учёный-медик, хирург; доктор медицинских наук, профессор.
Родоначальник операций на сердце, сосудах и пищеводе; разработал всемирно признанные операции, многие из которых носят его имя. Автор многих научных работ, включая монографии.

## Биография
Родился 29 декабря 1897 (10 января 1898) в селе Таловая Воронежской губернии.

### Образование
В 1916—1917 годах обучался на медицинском факультете Харьковского университета, затем в 1918 году перевёлся на медицинский факультет Воронежского университета, который окончил в 1923 году.
В 1935 году защитил кандидатскую диссертацию на тему «Ректальный авертиновый наркоз», степень кандидата медицинских наук ему была присуждена в 1937 году. В 1947 году защитил докторскую диссертацию на тему «Ранние абсцессы мозга при огнестрельных ранениях черепа».

### Деятельность
По окончании университета, с августа 1923 года, Захаров работал врачом медицинского участка в селе Крутченская Байгора Усманского уезда. В феврале 1925 года был переведён на работу в город Усмань, в хирургическое отделение районной больницы. В 1928 году уездный исполком направил Захарова для усовершенствования в Ленинград, где он в течение семи лет работал в клинике профессора С. П. Федорова Военно-медицинской академии.
После практики в Ленинграде Евгений Илларионович работал в селе Жихарево Ленинградской области, дослужился до главного врач и ведущего хирурга больницы «Назиевстроя». Здесь им в 1938 году была выполнена первая в мире резекция желудка с его замещением сегментом тонкой кишки.
В период с 1939 по 1945 год Е. И. Захаров находился на военной службе в Красной армии, стал участников Великой Отечественной войны. Результаты его деятельности в годы войны были отражены в докторской диссертации, удостоенной специальной премии Минздрава СССР. Также Захаровым были написаны три главы в обширном руководстве «Опыт советской медицины в Великой Отечественной войне 1941—1945 гг.».
После войны Евгений Илларионович работал в должности преподавателя Ленинградской Военно-медицинской академии. В 1949 году переехал в Москву и стал работать в должности профессора кафедры факультетской хирургии 1-го Московского ордена Ленина медицинского института (МОЛМИ, ныне Первый Московский государственный медицинский университет имени И. М. Сеченова). В 1951 году, оставив столицу, переехал в Крым и приказом Минздрава СССР был назначен заведующим кафедрой общей хирургии Крымского медицинского института, перепрофилированную впоследствии в госпитальную, которой он бессменно руководил до конца жизни: в 1951—1971 годах — заведующий кафедрой общей хирургии, с 1956 года — госпитальной хирургии, в 1952—1964 годах — проректор по научной работе института.
Умер 6 октября 1971 года в Симферополе. Похоронен на кладбище «Абдал», сектор № 14а.

## Заслуги и память

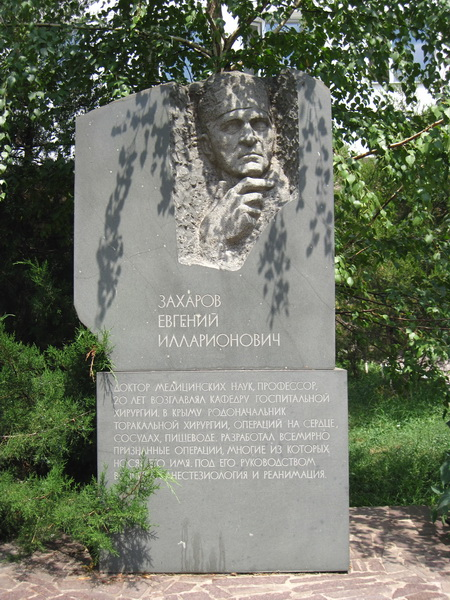
Памятник в Республиканской клинической больнице им. Н. А. Семашко

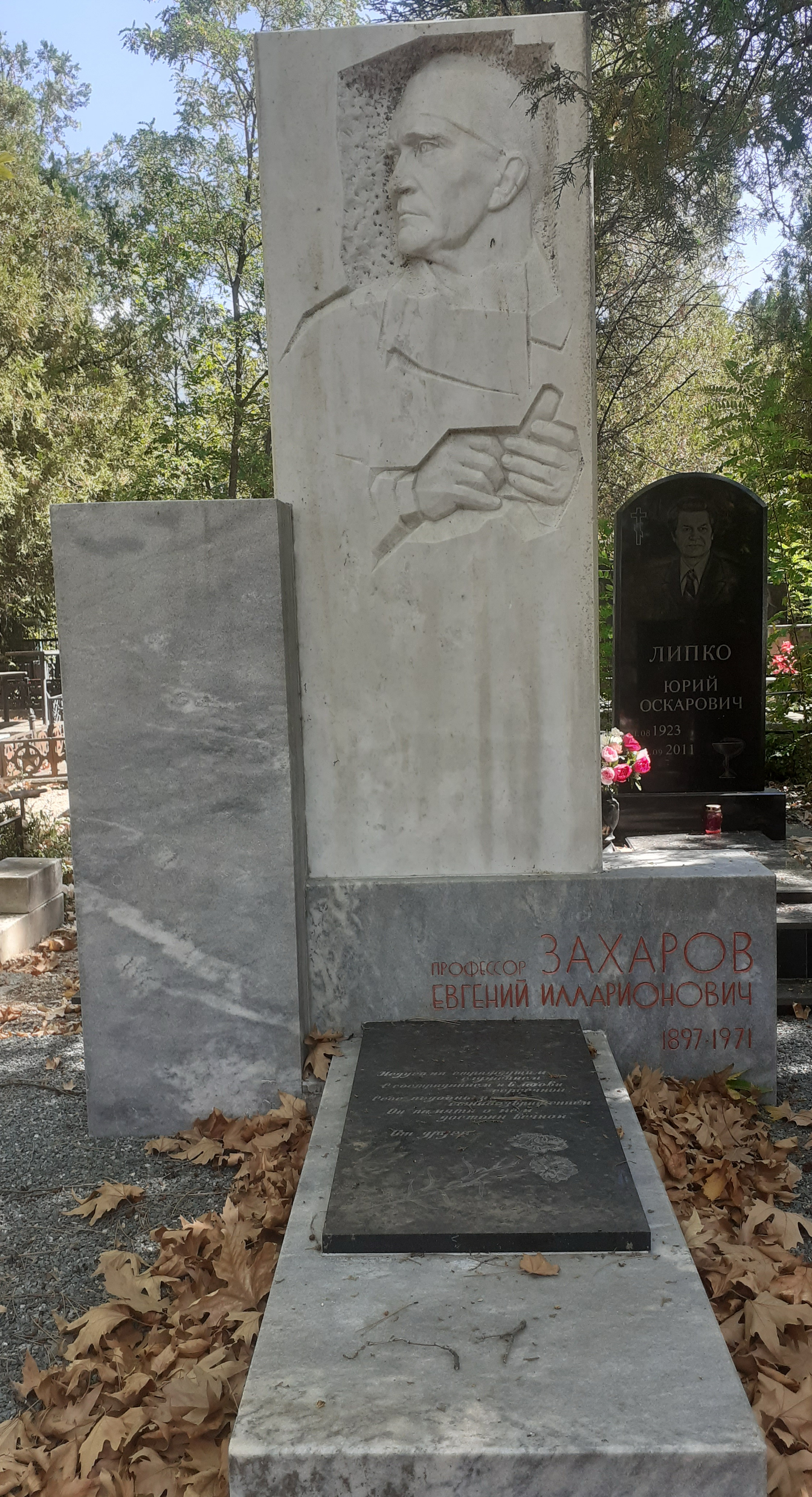
Могила хирурга на кладбище Абдал.
Фото А. Трифонова

- Был награждён орденами Ленина[1], Красной Звезды (1942), Отечественной войны 2-й (1943) и 1-й (1944) степеней, а также медалями, в числе которых «За взятие Будапешта»[2].
- На территории Республиканской клинической больницы им. Н. А. Семашко в Симферополе Захарову Е. И. установлен памятник[3].
- На одном из корпусов Республиканской клинической больницы, в котором он работал с 1952 по 1971 год, ему установлена памятная доска[4].